# 鴻池神社
鴻池神社（こうのいけじんじゃ）は兵庫県伊丹市鴻池にある神社である。例祭は鴻池だんじり祭。

## 祭神
主祭神は勾大兄（まがりのおおえ、安閑天皇）、配祀神は誉田別命（応神天皇）。 

## 歴史
古くは「安閑天王神社」と称し、江戸時代までは「蔵王権現」と称していた。明治3年（1870年）「安閑天皇社」へ改称、大正7年（1918年）には慈眼寺にあった鴻池村の村社八幡神社を合祀し、現社名「鴻池神社」となった。
平成7年（1995年）には兵庫県南部地震により元禄6年（1693年）建立の拝殿が倒壊したが、平成9年（1997年）に再建された。

## 社殿・境内
- 本殿：一間社流造杮葺。江戸時代中期（17世紀初頭）の建造と考えられる。

## 祭事・年中行事

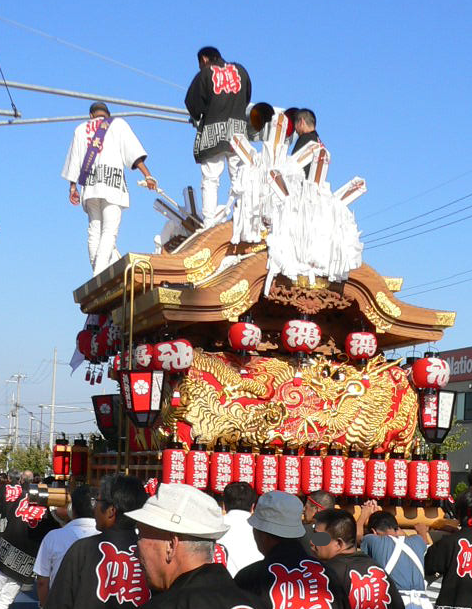
鴻池だんじり祭

- 例祭：だんじり祭が行われる。宝塚型幕式地車1基を有する。

## 文化財
- 本殿が兵庫県指定重要有形文化財に指定されている。

## 交通
- 伊丹市バス「鴻池」バス停下車徒歩5分